# 오스틴 리버스

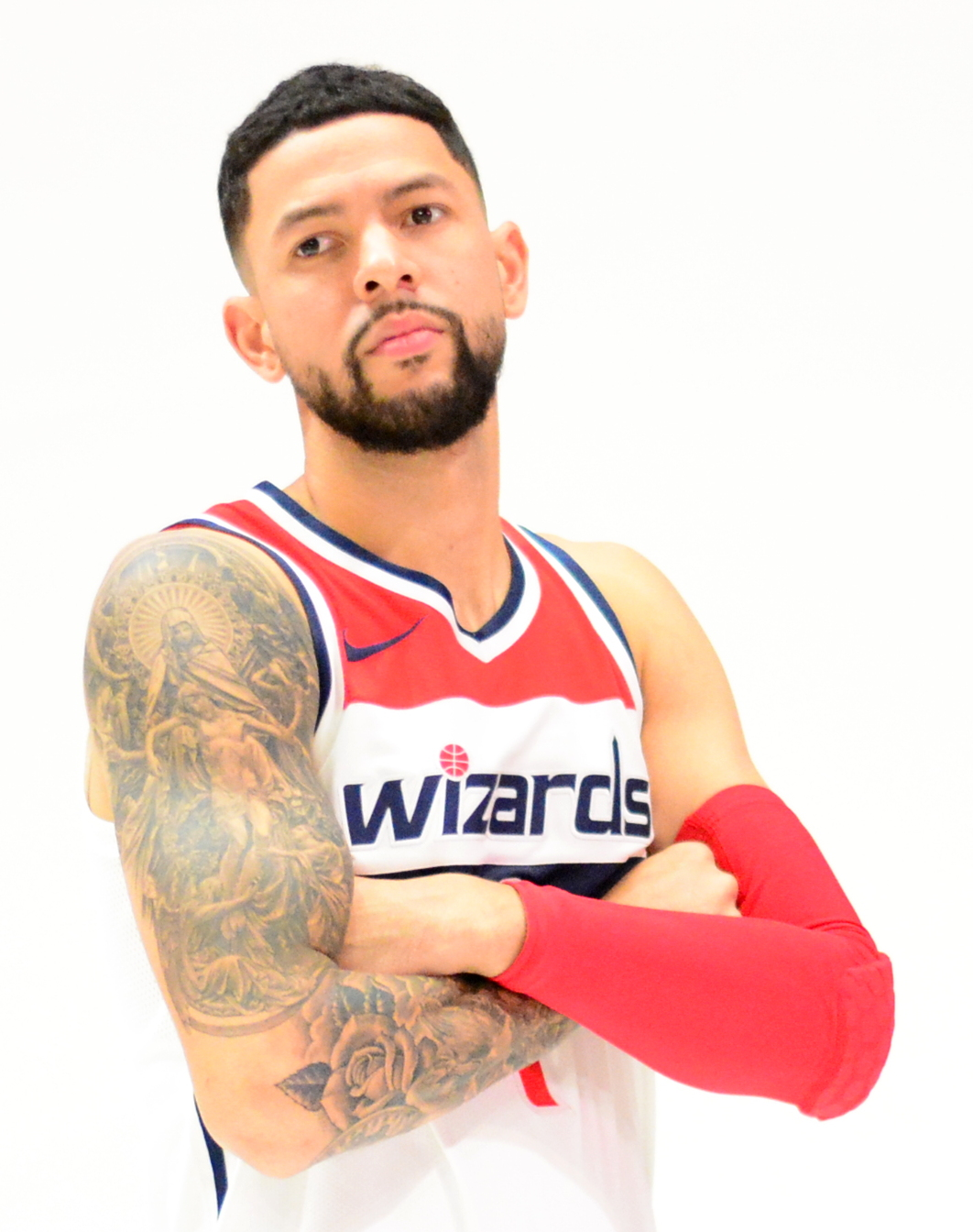

오스틴 리버스(Austin Rivers, 본명: 오스틴 제임스 리버스, Austin James Rivers, 1992년 8월 1일 ~ )는 전미 농구 협회(NBA)의 미네소타 팀버울브스에서 마지막으로 뛰었던 미국의 전직 프로 농구 선수이다. 리버스는 윈터파크 고등학교를 2010년과 2011년 연속 플로리다 6A 주 챔피언십으로 이끌었다. 또한 미국 팀을 위해 2011 나이키 훕 서밋(Nike Hoop Summit)에 참가했으며 맥도널드 올 아메리칸 선수이기도 했다.
Rivals.com에서 1위로 높은 평가를 받은 2011년 클래스에서 최고 등급의 고등학교 농구 선수 중 한 명이었다. 2010년 9월 리버스는 듀크 대학교에 입학했다. 2012년 NBA 드래프트에서 뉴올리언스 호네츠(현 펠리컨스)에 전체 10순위로 지명되어 그곳에서 3시즌을 뛰다가 로스앤젤레스 클리퍼스로 트레이드되었다. 클리퍼스에서 3년을 보낸 후 리버스는 2018년 6월 워싱턴 위저즈로 트레이드되었다. 같은 해 12월에는 휴스턴 로케츠에 합류했다.
2015년 1월 16일, 리버스는 NBA 역사상 처음으로 아버지이자 당시 클리퍼스의 수석 코치였던 닥 리버스 코치 밑에서 뛰는 선수가 되었다.

## 프로 경력
- 뉴올리언스 호네츠 / 펠리컨스 (2012-2015)
- 로스앤젤레스 클리퍼스(2015~2018)
- 워싱턴 위저즈 (2018)
- 휴스턴 로키츠 (2018-2020)
- 뉴욕 닉스(2020~2021)
- 덴버 너기츠(2021~2022)
- 미네소타 팀버울브스 (2022-2023)